# Historický vývoj srbštiny
Srbský jazyk se vyvíjel během několika staletí od svého počátku jako jedno z nářečí společného slovanského jazyka až po svoji dnešní podobu. Patří do skupiny západních jihoslovanských jazyků.

## Nejstarší období
Nejstarší srbská literatura pochází ze středověku a patří do ní taková díla jako Miroslavljevo jevandjelje (Мирослављево Јеванђеље, 1192) a Dušanov zakonik (Душанов Законик). Zachovalo se jen málo ze sekulární středověké literatury, dochovala se však řada textů (např. Povelja bana Kulina) právního, či politického rázu, která dokládají v jakém stádiu se již jazyk odklonil od původní podoby (kterou dokládá existence staroslověnského jazyka) a směřoval novou cestou.
Z původního slovanského jazyka vznikal postupně zcela jiný. Zánikem jerů se dostal do nové situace, což vedlo k velkým změnám např. v morfologii (podobně jako tomu bylo i u jiných jazyků, češtinu nevyjímaje). Postupně zanikly nosové samohlásky (které pronikly jako některá cizí slova např. do sousedních neslovanských jazyků a dodnes se dochovaly; jediný slovanský jazyk, který je stále používá je polština), sjednotila se výslovnost y i i. Ztratilo se slabikotvorné l i r (to se potom později objevilo znovu). Zaniklo také dvojné číslo. Jeho tvary se ovšem ve svém užití ustálily a mnohde nahradily tvary plurálu (což je jev, ke kterému v češtině došlo v mnohem omezenější míře).

## Středověké inovace
Ve středověku došlo k několika změnám, na základě kterých se srbský jazyk odchýlil od ostatních slovanských. Podobně jako i v jiných jazycích se například L na konci některých slov (čital, sokol, oral, sol) změnilo postupně v současné O (čitao, soko, orao, so) (v některých dialektech, například prizrensko-jihomoravském na A), v některých oblastech k této změně nedošlo vůbec. Již tehdy se rozrůznila výslovnost samohlásky jať a vznikly tak dvě velké "varianty" jazyka, existující dodnes - ekavská a jekavská. První tištěná srbská kniha byla vyrobena v Cetinje v roce 1494, pouhých 40 let po Gutenbergově vynálezu knihtisku.
Koncem 15. století bylo Srbsko dobyto Osmanskou říší a po příštích 345 let nebylo moc příležitostí pro sekulární psanou tvorbu. Konzervoval se tak do jisté míry středověký stav. Příchod Turků znamenal novou skutečnost, která začala mít na podobu jazyka vliv. Přejata byla celá řada slov tureckého původu (tak jako například v češtině německého, či ve slovenštině maďarského), vliv turečtiny se projevil i rozšířením nových souhlásek typu dž, v některých oblastech, kde byl vliv turečtiny velmi silný byly přijaty i některé nové samohlásky (např. v oblasti Kosova). Hlavním útočištěm psaného jazyka v této době byly kláštery, lidový jazyk se jen velmi těžko dochovával (většinou záznamy cizích poutníků, kteří zavítali na turecké území). Šířila se také lidová slovesnost a vznikaly různé ústně předávané příběhy a mýty.

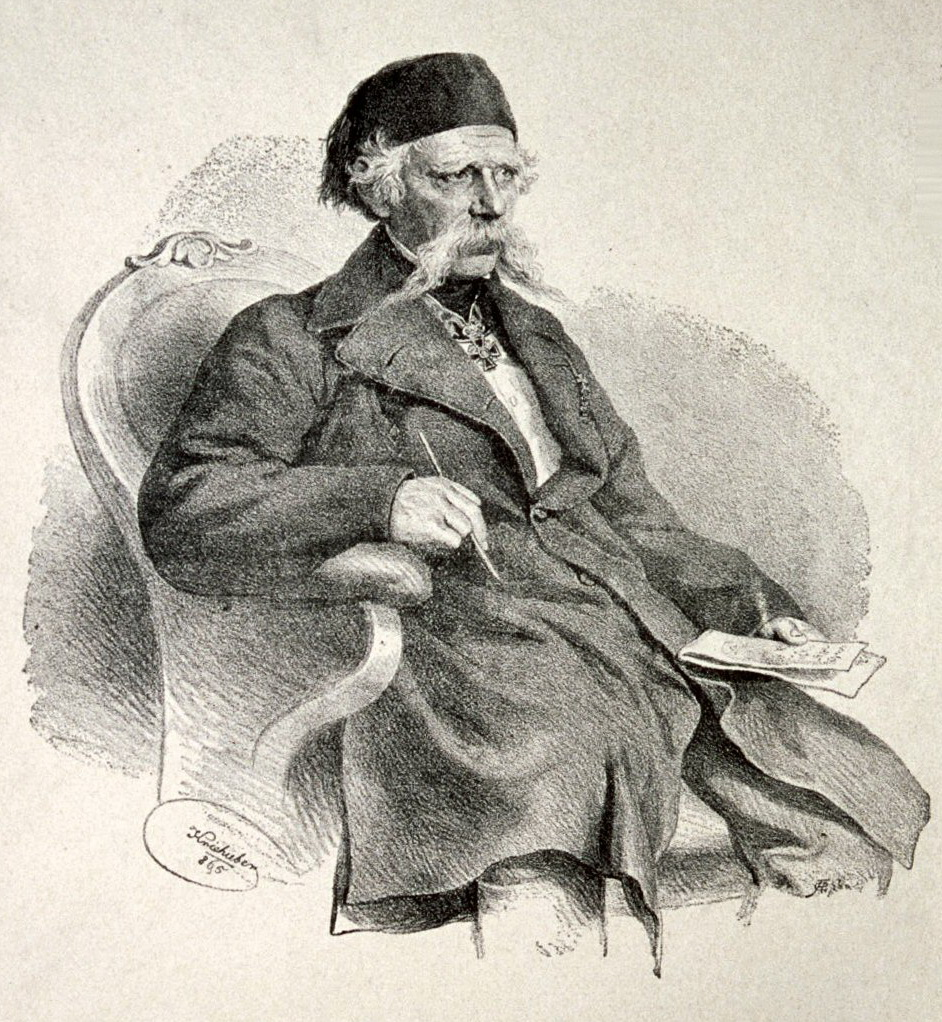
Vuk Karadžić, reformátor jazyka

Během středověku se ustálil systém čtyř přízvuků v srbštině (krátký a dlouhý kombinovaný se stoupavým a klesavým), které se poprvé objevily v Hercegovině (Východohercegovinský dialekt) a postupně se rozšířily do většiny Srbska a dalších oblastí, které jsou součástí jednoho jazykového systému. Nepronikly na východ dnešní země, kde se drží systém jednoho jediného přízvuku (takového, jaký lze najít například v ruštině). Kromě toho se většina přízvuků (na západě Srbska, v Bosně a Hercegovině a také ve velké části dnešního Chorvatska) posunula o jednu slabiku blíže začátku slova; nejprve délka slabiky a později i tón. Došlo také k dalším změnám v jazyce, tzv. jotacím (pisanie → písaňe), které vzdálily srbský jazyk dále od ostatních, například západoslovanských.

## Srbský jazyk v době obrozenecké
Koncem 18. století se psaný jazyk již značně vzdaloval od hovorového. V nejrozvinutějších oblastech, které byly obývané Srby (dnešní Vojvodina), navíc dominovala němčina a tendence pro podporu srbského jazyka byly velmi malé. Politicky se začalo angažovat Rusko, odkud se pašovaly náboženské knihy. V atmosféře, kdy bylo Rusko považované za patrona všech Slovanů a rozvíjejícího se panslavismu začala ruština nabývat na významu. Jednalo se ale jen o krátkodobý jev, neboť i ruský jazyk byl obyvatelům Srbska velmi vzdálen, stejně jako němčina ale i staroslověnština. Vznikl tedy jazyk slavenosrbský, který se pokoušel integrovat všechny tři části. Nebyl však důsledně zkonstruován a mnohé při psaní textu v něm záviselo na autorovi. Ve slavenosrbském jazyce tak začaly postupem času převažovat hlavně lidové prvky.
Počátkem 19. století Vuk Karadžić reformoval srbskou cyrilici na fonetickém principu (podle zásady známé v srbštině jako Piši kao što govoriš i čitaj kako je napisano) a propagoval hovorový lidový jazyk jako novou literární normu. Svoji práci dokončil v roce 1814; o čtyři roky později do něj přeložil i Srpski rečnik. Taková radikální změna byla zpočátku vnímána s nelibostí. Proti novému jazyku se postavila nejen církev s metropolitou Stevanem Stratimirovićem (protože mnohé z řečtiny přijaté výrazy byly nyní odstraňovány), ale i řada literátů - z nichž byl nejznámější tehdejší jihouherský spisovatel Milovan Vidaković. K úspěchu dopomohl Karadžićovi také i Đuro Daničić, který sepsal dokument Boj za srbský jazyk i pravopis (1847), ve kterém se za Vuka postavil. V druhé polovině 19. století - roku 1864 - si však reformovaná verze jazyka podle Karadžiće našla cestu a rozšířila se. Nebylo by tomu ovšem bez nastupující nové generace srbských literátů v čele s Brankem Radičevićem a dalšími. Během 19. století začínají Srbové používat také latinku.

## Moderní srbština a srbochorvatština
Během 20. století byla srbština považována za východní větev srbochorvatského jazyka, který se snažil efektivním způsobem využít blízkosti Srbů a Chorvatů a jejich jazyků, které jsou oba v moderní podobě založené na štokavském nářečí. Přestože byla dohoda mezi Srby a Chorvaty o společném jazyce podepsána již v roce 1850, neznamenalo to hned vydání společného slovníku, či gramatiky. Především v dobách socialistické Jugoslávie byla jazyková otázka do jisté míry reflexem otázky národní; snaha Chorvatů vytvořit vlastní jazykový standard a později jej prosadit jako chorvatský jazyk těsně předcházela zhoršení vzájemných vztahů. V dobách posledních let Jugoslávie byla proto hledána kompromisní řešení, která se často podle názvu či užití odlišovala republika od republiky a nevedla k přílišné spokojenosti ani jedné strany.
Po roce 1990 se však v souvislosti s politickými událostmi kodifikovaly oba jazyky odděleně. Srbové se zpočátku drželi ještě společného názvu jazyka, avšak s nástupem nové doby se ve stále větším množství oficiálních dokumentů začal objevovat termín "srbský jazyk". Odpadla tak potřeba řešit mnohé věci unikátním způsobem; připouštěním značného množství synonym (pro chorvatskou i srbskou verzi). Nová politická situace také vedla k ostrým debatám, má-li se jazyk držet původní praxe užívání jak latinky, tak i cyrilice, či má být používána cyrilice výhradně. Přestože některé politické proudy se pokoušely prosadit druhou z uvedených variant, z praktického hlediska k realizaci tohoto nedošlo. Cyrilice se ustálila jako reprezentativní srbské písmo, latinka plní roli komunikativního, pomocného a obecněji užívaného.[zdroj?]